# Günther Quandt
Günther Quandt, född 28 juli 1881 i Pritzwalk, död 30 december 1954 i Kairo, tysk industrialist
Günther Quandt var far till Hellmuth Quandt, Herbert Quandt och Harald Quandt. Hans första hustru dog i spanska sjukan 1918. Han gifte om sig med Magda Ritschel som är mor till Harald Quandt. 1929 skilde de sig och Magda Ritschel gifte om sig med Joseph Goebbels 1931. 
Günther Quandt skapade det konglomerat av firmor som i sin tur ledde till familjen Quandts uppgång till en av Tysklands idag rikaste och mäktiga industrifamiljer. Günther Quandt var den som gick in i Varta, Dürener Metallwerke och BMW. Quandts företag var en viktig del i den tyska krigsindustrin och därför internerades Günther Quandt efter andra världskriget. Han stämplades som medlöpare vid en process som ledde till frisläppandet 1948. 